# Canyon de Chelly National Monument

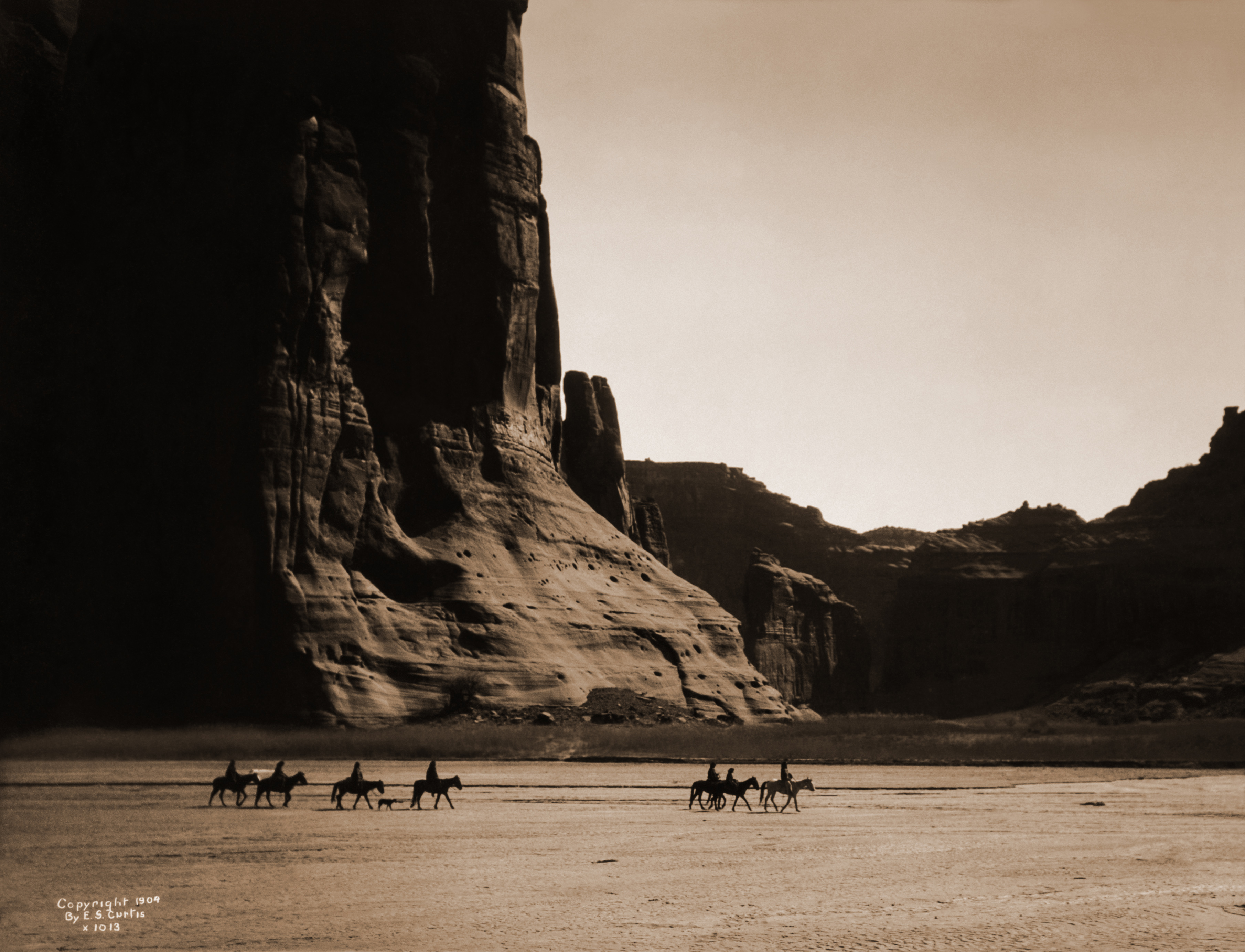
E.S. Curtis, Canyon de Chelly, 1904

Canyon de Chelly National Monument is een nationaal monument bij Chinle in het noordoosten van Arizona. De naam Chelly (of Chelley) is een Spaans leenwoord van het Navajowoord Tséyiʼ dat zoveel betekent als "canyon" (letterlijk "in de rotsen" < tsé "rots" + -yiʼ "in of binnen").
Het nationaal monument Canyon de Chelly werd op 1 april 1931 ingericht als een onderdeel van de National Park Service. Het monument beslaat 339 km² en omvat de bodem en wanden van drie belangrijke canyons: de Chelly, del Muerto en Monument Canyon. De bronnen van de stromen die deze kloven hebben uitgesleten liggen ten oosten van het monument.
Het monument bewaart overblijfselen van de vroege inheemse stammen die in het gebied leefden, waaronder de Pueblo's en de Navajo. Heden ten dage wonen ongeveer 40 Navajofamilies binnen de grenzen van het monument.
Canyon de Chelly is uniek omdat het volledig aan het Navajovolk toebehoort. De toegang tot de bodem van de kloof is beperkt en bezoekers kunnen de kloof uitsluitend in wanneer ze vergezeld worden door een parkranger of een officiële Navajogids. De enige uitzondering op deze regel is het White House Ruin pad. De meeste bezoekers bezoeken het park met de wagen en bekijken Canyon de Chelly vanaf de randen, waarbij ze zowel de North Rim Drive als de South Rim Drive volgen. Oude ruïnes en geologische structuren zijn enkel van op afstand zichtbaar, vanaf de afslagen van deze wegen. De toegang tot het monument is gratis. Een bezoek aan de canyon zelf kan worden geboekt in het bezoekerscentrum. Gidsen kunnen wel een vergoeding vragen.
Het nationaal monument werd op 25 augustus 1970 op de lijst van het National Register of Historic Places geplaatst.
Een spectaculaire geologische formatie is Spider Rock, een zandstenen toren die 240 meter uit de bodem van de kloof oprijst waar Canyon de Chelly en Monument Canyon elkaar ontmoeten. Volgens de overlevering van de Navajo-indianen huisvest de rots de Spider Woman, die het Navajovolk de kunst van het weven bijbracht. Ook is de Spider Woman een les voor de Navajokinderen. Deze worden verteld dat als ze zich niet gedragen, de Spider Woman ze zal opeten. De witte top van de rots zou verklaard worden door het feit dat hier de botten van de kinderen verzameld zijn.
|  |